# エジソン (ニュージャージー州)
エジソン（英: Edison Township、エディソンとも表記される）は、アメリカ合衆国ニュージャージー州のミドルセックス郡にあるタウンシップである。人口は10万7588人（2020年）。2020年アメリカ合衆国国勢調査によれば、町の人口の約50パーセントはアジア系アメリカ人である。

## 概要
現在のエジソンとなっている所は当初1870年3月17日のニュージャージー議会の法律で「ラリタン・タウンシップ」として編入された。このときはピスカタウェイ・タウンシップとウッドブリッジ・タウンシップの一部から切り出された。1900年3月20日にはメテュチェンを、1905年3月15日にはハイランドパークの町を造るためにそれぞれ一部を切り出した。町名は1954年11月10日に正式にエジソンに変えられた。これはその8年前に成立した住民投票の結果を受けたものだった。
2006年のマネー・マガジン「最も住みやすい場所」に拠れば、エジソンはアメリカで28番目に住みやすい小都市となっており、ニュージャージー州では2番目だった。2008年では同じくマネー・マガジンのアメリカで住みたい所100傑のうち35位だった。2006年のモーガン・クイットノーによるアメリカの安全な都市調査では、全国371都市中23位だった。2009年、USニューズ&ワールド・レポートによる「アメリカで最も子供育てたい場所10傑」に入った。このランキングは低い犯罪率、強力な教育、緑地率およびレクレーション活動の豊富さを指標にしていた。

## 歴史

### 設立初期
エジソン・タウンシップは元はピスカタウェイ・タウンシップとウッドブリッジ・タウンシップの一部から構成され、17世紀に設立された。最も初期の集落はピスカタウェイタウンであり、南部のプレインフィールド・アベニューとウッドブリッジ・アベニューの交差点に近くセントジェイムズ教会とピスカタウェイ広場の周辺を中心にしていた。

### エジソンの時代
1876年、トマス・アルバ・エジソン（メンローパークの魔術師と呼ばれることもあった）がメンローパークと呼ばれたラリタン・タウンシップの成功していなかった住宅開発地に自宅と研究室を造った。エジソンが蓄音機や商業的に販売可能な白熱電球のフィラメントなど有名な発明をしたのがこのメンローパークの研究室だった。クリスティー通りの街灯に世界で初めて電球を採用した。1886年、エジソンは生誕地のウェストオレンジに戻り、新しい自宅と研究所を建設した。

### 20世紀
ピスカタウェイタウンの集落に近いラリタン・タウンシップの一部は、製造業者で地域社会の指導者だったルイス・ニクソンにちなんで非公式に「ニクソン」と呼ばれていた。第一次世界大戦が始まって間もなく、ニクソンはニクソン・ニトロ化工場と呼ばれる大規模な揮発性化学品加工工場を設立した。1924年にこの工場が爆発して20人を死亡させ、町の数平方マイルを破壊する火事になる事故があった。
1954年、発明家トマス・エジソンの栄誉を称えて町名が変更された。この時の住民投票ではニクソンと改名する提案は否決された。

### 21世紀
エジソンの町は現在ニュージャージー州でも最も成長率の高い町の一つである。2000年の国勢調査では州内で5番目に人口の多い自治体だった。上位にはニューアーク、ジャージーシティ、パターソンおよびエリザベスの各市が来ていた。
エジソンは75以上の民族社会がある主に中流と中上流階級の町である。ハイランドパークに次いで州内最大のユダヤ人社会があり、多くのシナゴーグが建っている。またインド人の地域社会も成長しており、宗教的需要を満たすための寺院も多くある。住民にインドや中国出身者が多いことを反映して、中国河北省の石家庄市 およびインドのヴァドーダラーと姉妹都市を結んでいる。またイスラム教徒も多く、幾つかのモスクが建っている。

## 地理

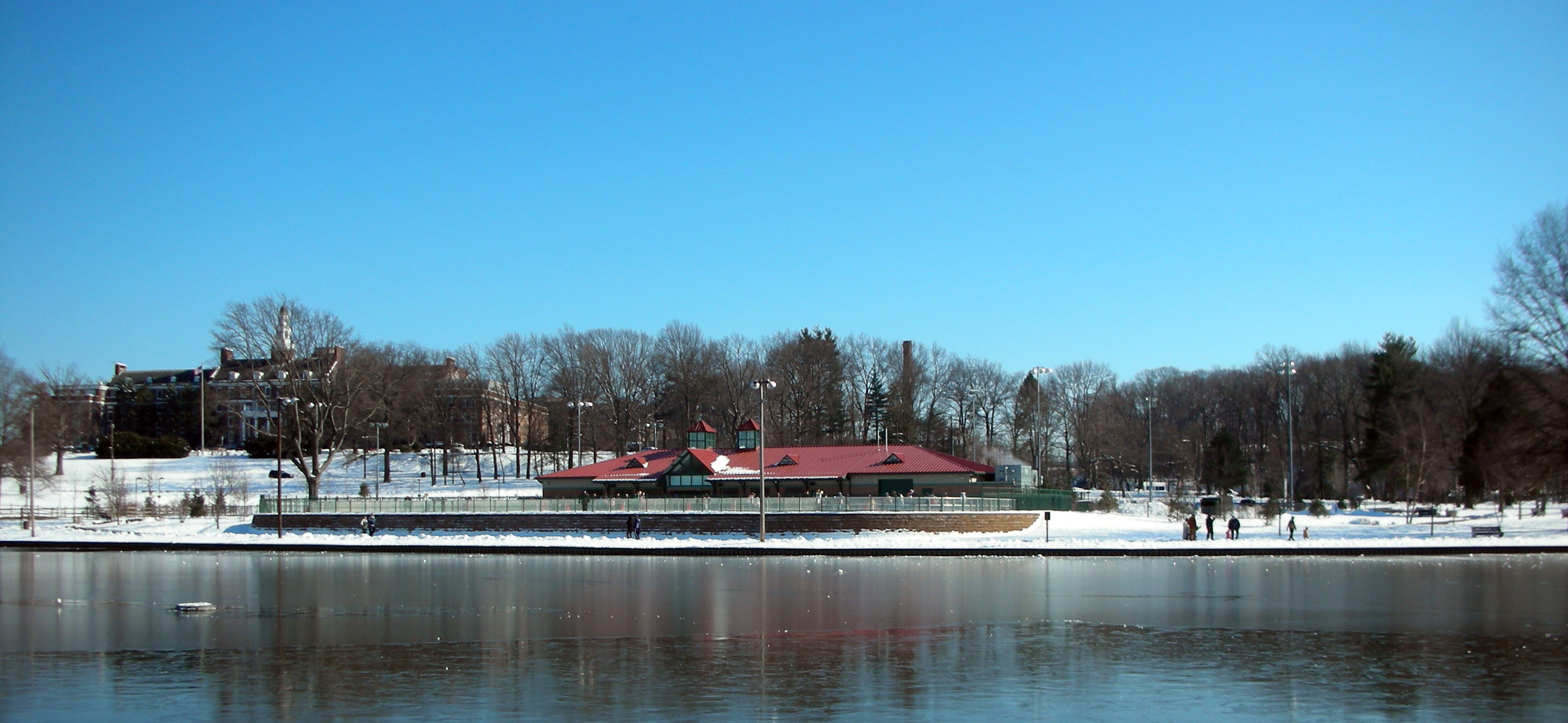
ルーズベルト公園

エジソンは北緯40度32分18秒 西経74度22分43秒 / 北緯40.538204度 西経74.378585度に位置する。
アメリカ合衆国国勢調査局による報告では、エジソンの市域全面積は30.7平方マイル (79.5 km2)、このうち陸地が30.1平方マイル (78.0 km2) であり、水域は0.6平方マイル (1.5 km2)、水域率は1.86%である。
エジソンはメテュチェン・ボロを完全に取り囲んでもいる。

## 交通
エジソンは交通の中継点であり、街中を通りニューヨーク、ボストン、フィラデルフィア、トレントンなどアメリカ合衆国北西部の主要都市とを繋ぐ広範なハイウェイのネットワークがある。
州道27号線と440号線が通り、アメリカ国道1号線も町を通っている。州間高速道路287号線も通り、州間高速道路95号線の南端と繋がっている。ニュージャージ・ターパイクの部分8 キロメートルも町に入っていて、10番出口は13車線の料金所と特徴あるインターチェンジになっている。
サウスエジソンにあるエジソン駅からはニュージャージー・トランジットの列車で北東回廊線を経由してニューヨーク市やトレントン市に行くことができる。しかしノースエジソンの通勤客は近くのイズリンにあるメトロパーク駅かメテュチェン駅に近いのでこちらを利用している。
ニュージャージー・トランジットのバス便はニューアークに向かう路線などがある。またエジソン鉄道駅までのバス便もある。
中華航空が台北に向かう便と繋ぐ為にジョン・F・ケネディ国際空港に向かうバス便を走らせている。

## 経済
ゲーム配給会社マジェスコ・エンターテインメントがエジソンに本社を置いている。エジソンに倉庫などを置く会社があり、フェデックス、ユナイテッド・パーセル・サービスおよびニューエッグの地域中継点になっている。

## 人口動態
エジソンはニュージャージー州の中でも多様化した町である。エジソンとミドルセックス郡の周辺地域社会はアジア系アメリカ人の文化的多様性の地域中心として知られている。
以下は2006年の国勢調査推計による人口統計データである。
| 基礎データ - 人口: 97,687人 - 世帯数: 35,136世帯 - 家族数: 25,895家族 - 人口密度: 1,252.2人/km2（3,243.0人/mi2） - 住居数: 36,018軒 - 住居密度: 461.7軒/km2（1,195.7軒/mi2） 人種別人口構成 - 白人: 55.8% - アフリカン・アメリカン: 6.9% - ネイティブ・アメリカン: 0.14% - インド人:17.3% - 中国人:9.0% - 太平洋諸島系: 2.4% - その他の人種: 2.0% - 混血: 2.2% - ヒスパニック・ラテン系: 6.4% 年齢別人口構成 - 18歳未満: 22.9% - 18-24歳: 7.8% - 25-44歳: 34.0% - 45-64歳: 23.4% - 65歳以上: 11.9% - 年齢の中央値: 36歳 - 性比（女性100人あたり男性の人口） - 総人口: 96.3 - 18歳以上: 94.0 | 世帯と家族（対世帯数） - 18歳未満の子供がいる: 34.3% - 結婚・同居している夫婦: 61.1% - 未婚・離婚・死別女性が世帯主: 9.1% - 非家族世帯: 26.3% - 単身世帯: 21.1% - 65歳以上の老人1人暮らし: 7.2% - 平均構成人数 - 世帯: 2.72人 - 家族: 3.19人 収入と家計（2007年推計） - 収入の中央値 - 世帯: 80,581米ドル - 家族: 92,451米ドル - 性別 - 男性: 53,303米ドル - 女性: 36,829米ドル - 人口1人あたり収入: 30,148米ドル - 貧困線以下 - 対人口: 4.8% - 対家族数: 3.3% - 18歳未満: 4.3% - 65歳以上: 6.3% |

2000年国勢調査では、住人の17.75％がインド系アメリカ人と申告した。これはアメリカ合衆国の中で、その先祖を特定した住人が1,000人以上居る場所では、インド系アメリカ人の比率として最も高い数字となっている。

## 政治
エジソンの政治は民主党を支援する傾向にある。2004年アメリカ合衆国大統領選挙で、エジソンの町ではジョン・ケリーがジョージ・W・ブッシュに勝った。

### 町政
エジソンの町は強い町長・委員会の形態であるフォークナー法の下に治められており、一人の町長と7人の町政委員会がある。町政委員会の委員は町全体を選挙区にして選ばれ、3年任期であり一年おきに3人または4人の委員が選挙される方式である。
現在の町長はアントニア・"トーニ"・リシグリアーノであり、初の女性町長である。

#### 2005年選挙
2005年6月の選挙では、韓国系アメリカ人ジャン・チョイが良き政府の綱領と民主党改革を訴えて出馬し、予備選挙では長く現職にあったジョージ・A・スパドロを56％対44％の得票率で破り当選。エジソンの歴史で初めて新人が民主党予備選挙に勝利した。チョイは2000年の大統領選挙で応援したビル・ブラッドリーを含む民主党主流指導者達から支援を受け、伝統的に候補者には中立である組合の多くからも予期しない支持を得た。
その後の一般選挙で共和党からの対立候補はいなかったが、元民主党で独立党に変わったウィリアム・スティーブンスの挑戦を受けた。
「アメリカン・プロスペクト」誌は2005年町長選挙でチョイが制する予測を掲載した。その理由は1)運動の過程で新しい有権者を惹きつけている。2)良い政府のメッセージ3)ウォルマート反対すなわち経済的公正のテーマ4)インターネットを使った効果的な進歩派動員、が上げられていた。
投票日の2005年11月8日、ジャン・チョイは非公式開票結果の12,126票対11,935票で勝利を宣言した。しかし票差が小さかったのでスティーブンスは再集計とさらに再選挙を要求したが、どちらも不成功だった。
2006年1月1日、34歳のチョイがニュージャージー州知事ジョン・コーザインの前で宣誓し、エジソンの歴史で最も若い町長になった。
チョイは2009年の選挙でも再選を目指したが、予備選挙でアントニア・"トーニ"・リシグリアーノに敗れた。リシグリアーノは一般選挙でも勝利し、2010年1月1日に就任した。
最近のエジソンの町政は事業を誘致する「歩ける」社会を創設するために町の区分け計画に関わっている。一方で広い空間と公園を維持し、通勤用交通機関に容易にアクセスできるようにしている。この戦略は「スマートな成長」を奨励する意図がある。

#### ウォルマート論争
エジソンの政治は2005年の町長選挙以降、小売巨大企業ウォルマートがエジソン中心部の州間高速道路287号線とニュージャージー州道27号線の交差点近くで店舗をオープンすることについて二極化してきた。チョイ町長の1つの主要な主張はエジソンにウォルマート店舗を建設することへの反対だった。チョイはウォルマートの店舗建設計画に対して戦うことを誓い、100人以上のボランティアが彼の側に加わった。しかし、ウォルマートはチョイに対して法的手続きを取り、ニュージャージー州最高裁判所はチョイに不利な判決を下し、町がウォルマートの建築申請を認めるよう命令した。店舗は2008年11月初旬にオープンし、チョイ町長は町長になる前の選挙で反対していたにも拘らず、店舗開店のためのリボンをカットした。

### 国政、州政および郡政
アメリカ合衆国下院議員選挙では、エジソンは第6および第7選挙区に属しており、現在はそれぞれ共和党と民主党の議員を選出している。ニュージャージー州議会では第18選挙区に属しており、上院議員1人は民主党、下院議員2人も民主党議員名を選出している。ミドルセックス郡は7人のメンバーからなる選出自由保有権者委員会が治めており、委員は全郡を選挙区に選出され、3年任期で交互に選出されている。

## 教育

### 公立学校
2007年-2008年教育年のデータに基づいた「ニュージャージー・マンスリー」誌は、ニュージャージー州で調査した公立高校316校の中で、J・P・スティーブンス高校を52位に、エジソン高校を177位にランクした。エジソンはエジソン・タウンシップ公共教育学区にあり、11の小学校、4の中学校および高校2校がある。2006年-2007年教育年では13,697人の生徒、1,130.7人の教師がおり、生徒と教師の比率は12.1だった。
2つの公立高校でエジソンを南と北に分けている。南のエジソン高校校区では、幼稚園生から5年生の小学校が6校ある。中学校は6年生から8年生で2校ある。J・P・スティーブンス高校のある北地区には小学校が5校、中学校が2校ある。

### ミドルセックス郡カレッジ
ミドルセックス郡カレッジは公立で2年生コミュニティ・カレッジであり、エジソンのウッドブリッジ・アベニューとミル道路の交差点にある。

### ラトガース大学
ラトガース大学のリビングストン・キャンパスが元のキルマー陸軍基地跡にあり、一部がエジソンの町内に入っている。

### 私立学校など
ミドルセックス郡カレッジには、科学、数学および工学を教える工学系高校であるミドルセックス郡アカデミーも入っており、ミドルセックス郡職業技術高校の一部である。この高校はミドルセックス郡住人には無料だが、入学には試験、過去の成績およびその他学科活動と課外活動が求められる。郡周辺から約140人の生徒が通っている。
私立学校としてはウォードロー・ヘリテージ学校、ジョージ・アール司祭高校、ラビ・ジェイコブ・ジョセフ・エシバ学校、エシバ・シャーレイ・ザイオン、ラビ・ペサク・レイモン・エシバ、セントヘレナ学校、セントマシュー学校、レイクビュー学校およびアワーレディ・オブ・ピース学校がある。さらに私立工業学校である リンカーン工業学校 （元シットン学校）がオークツリー道路にキャンパスを構えている。
エジソンではかなりの数のアジア系中国人が長年中国語を学べる中国人学校の設立を求めてきた。1998年、華夏エジソン中国人学校がトマス・ジェファーソン中学校内に設立された（簡体字を教える）。しかし台湾出身の多くの家庭はその子供達を繁体字を教えるジョン・アダムズ中学校内にあるエジソン中国人学校に通わせている。

## 著名な住人
現在および過去の著名なエジソン町民には以下の者がいる。
- ピーター・J・バーンズ3世（1956年-）、ニュージャージー州下院議員、1996年から2007年にはエジソン町政委員を務めた
- デヴィッド・ブライアン（1962年-）、キーボード奏者、ボン・ジョヴィのメンバー[24]
- アル・シェズ、トランペット奏者、レイト・ショー・ウィズ・デイヴィッド・レターマンに出演[25]
- トム・ドワン（1986年-）プロのポーカー・プレイヤー[26]
- トーマス・エジソン（1847年-1931年）、発明家、町名の由来[3][8]
- クリフ・ガルブレイス（1959年-）イラストレーター、ザウルス・ギャングやラット・バスタード漫画の創造者
- パトリック・マクドネル、漫画家、漫画Muttsの制作者[27]
- ブリタニー・マーフィ（1977年-2009年）、女優[28]
- マーク・L・ポランスキー、NASAの宇宙飛行士[29]
- スーザン・サランドン（1946年-）女優[30]
- ジョエル・スタイン（1971年-）、ロサンゼルス・タイムズのコラムニスト[31]
- ダーリン・ウィンストン（1966年-2008年）、メジャーリーグベースボール選手、フィラデルフィア・フィリーズで2シーズンプレイ[32]
- ジェレミー・ズッタ（1986年-）、NFL選手、タンパベイ・バッカニアーズ[33]
- マイクバレリー（1970年-）、プロのスケートボーダー
- ジム・ノートン（1968年-）、お笑いタレント

## 見どころ
- ヒンドゥー教寺院、ウッドブリッジ・アベニューにある
- キャンプ・キルマー、第二次世界大戦時の陸軍基地、一部がエジソン町内に入っている
- クララ・バートン中心街
- ディズマル湿地、自然保護湿地
- ダーラム・ウッズ、幾つかのアパート複合ビル、1994年のダーラム・ウッズ火災の現場
- エジソン・ランドフィル、環境浄化が行われている埋立地
- エジソンの公共図書館3館、主図書館は南エジソンのプレインフィールド・アベニューにありエジソン駅に近い。北エジソン支所はグローブ・アベニューにある。クララ・バートン支所はクララ・バートン中心街にありフーバー・アベニュー沿い。移動図書館も使われている。
- エジソン町民施設、州道27号線に近く、エジソン広場とクラリオン・ホテルのオフィスパークにある
- エジソン駅、南エジソンにある
- フォード・モーター工場、アメリカ国道1号線沿いの組立工場ではフォード・レンジャーとマツダ・プロシード・トラックを組み立てている。この工場は2004年に閉鎖され、約1,420人の労働者が失業した[34]。ハーツ・マウンテンが資産を買収し、多目的小売センターを提案している。町当局は「エジソン・タウン・スクエア」と呼ぶその場所に住宅を建てないよう交渉してきた。小売・商業スペースのほかに、納税者の負担無しでコミュニティセンターが建設できる期待がある。[35]
- ジョン・F・ケネディ病院、ジェイムズ通り沿い、パーソネージ道路に近い
- ILR埋立地、工業用地再生社が所有する埋立地、ミドルセックス郡が排水処理してメタンガスを回収するために動力を提供している
- インマン・スポーツクラブ、インマン・アベニュー近くにある。プロレスのROHが利用している。
- ユダヤ人コミュニティセンター/YMCAあるいはコミュニティ・キャンパスがオークツリー道路近くにある
- ニクソン・パーク、リンカーン学校を囲む大きな地区。1950年代に同じような形の3寝室住宅開発が行われ、ほとんどはGI法を使った第二次世界大戦の退役兵が購入した。ニクソン・パークに隣接して同時に開発されたのが、リンカーン・ビレッジ、ビニヤード・ビレッジおよびワシントン・パークである。
- キンバック埋立地、元埋立地でスーパーファンドの対象地、7,000万ガロン (260,000 m3) の有害廃棄物が投じられた。
- メンローパーク・モール、ニュージャージー州でも人気の高いショッピングセンター、アメリカ国道1号線とパーソネージ道路に位置する。
- オークツリー・ポンド、アメリカ独立戦争の小さな戦闘があった場所、この場所の公園への転換が 土地開発論争 になった。
- オークツリー道路とイズリン、インド人の店舗とレストランが集積していることで知られる。
- ラリタン・センター、工業パーク、ニュージャージー州会議展示場 がある。
- ルーズベルト病院、ルーズベルト・パークの直ぐ東にあるホスピス
- ルーズベルト・パーク、アメリカ国道1号線とパーソネージ道路に位置し、モールの西にある。
- セントヘレナ・ローマ・カトリック教会、ニュードーバー道路近く
- トマス・アルバ・エジソン記念塔博物館、メンローパークにある、
- ウッドブルック・コーナーズ、ウッドロウ・ウィルソン中学とウッドブルック小学校に近い住宅地区
- エジソン商工会議所

### 市役所
- Edison's official website

### 情報・事業
- Edison Chamber of Commerce
- Edison-Metuchen Sentinel community newspaper
- Oak Tree Road (Edison, NJ) Asian Indian Community Guide
- Money Magazine's "Best Places To Live".
  - 100 Best Places to Live 2006: #28 - Edison, Money (magazine). Accessed December 4, 2006.

### 教育関連
- Bishop George Ahr High School website
- Edison Public Library
- Edison Township Public Schools
- Edison High School website
- J.P. Stevens High School website
- Metuchen-Edison Historical Society website
- National Center for Education Statistics data for the Edison Township Public Schools
- The Wardlaw-Hartridge School website